# Keith Andrews (coureur)
Keith Andrews (Denver, 15 juni 1920 – Indianapolis, 15 mei 1957) was een Amerikaans Formule 1-coureur. Hij reed 2 races in deze klasse; de Indianapolis 500 van 1955 en 1956. Hij stierf na een crash met zijn auto tijdens de test van de Indianapolis 500 in 1957.